# Hubert Misiuda
Hubert Misiuda (ur. 23 marca 1909 w Nieborowicach, zm. 25/26 września 1944 w Oosterbeek) – kapelan Wojska Polskiego.

## Wykształcenie
W 1932 roku wstąpił do zgromadzenia oo. oblatów. Studiował na studiach filozoficzno-teologicznych w Instytucie Teologicznym w Obrze pod Poznaniem. Święcenia kapłańskie uzyskał w roku 1937 i udał się jako misjonarz na Cejlon. Po wybuchu wojny zgłosił się do władz polskich w Paryżu, organizujących polskie oddziały zbrojne. Z braku wolnych etatów kapelańskich, biskup polowy Józef Gawlina skierował go do Szkoły Podchorążych, którą ukończył z wyśmienitym wynikiem.

## Służba w wojsku
Po ukończeniu Szkoły Podchorążych otrzymał nominację na kapelana w Centralnym Ośrodku Wyszkolenia Wojskowego w Loudéac, z którego przeszedł do 3 Pułku Artylerii Lekkiej. Po upadku Francji przez 9 miesięcy pracował w szpitalu angielskim w Marsylii. Następnie pracował w obozach internowanych  kombatantów polskich w Algierze i Maroku. 23 listopada 1941 roku został kapelanem w obozie Miranda del Ebro w Hiszpanii. Został odwołany do Anglii, otrzymał tam kapelanię 2 Baonu Strzelców, a w 15 września 1942 roku uzyskał przydział do 1 Samodzielnej Brygady Spadochronowej. Był pierwszym polskim kapelanem, który ukończył kurs spadochronowy. Wziął udział w desancie pod Arnhem. Zginął podczas przeprawy przez Ren, trafiony kulą z karabinu maszynowego, w nocy z 24 na 25 września 1944 roku. Pośmiertnie został odznaczony Krzyżem Walecznych. Spoczywa na Cmentarzu Wojennym Arnhem-Oosterbeek.